# Han Soo-ann
Han Soo-ann est un boxeur sud-coréen né le 18 juin 1926 et mort le 4 janvier 1998.

## Carrière
Sa carrière amateur est principalement marquée par une médaille de bronze remportée aux Jeux olympiques d'été de 1948 à Londres dans la catégorie des poids mouches.

### Jeux olympiques
Médaille de bronze en -51 kg aux Jeux de 1948 à Londres

## Référence
1. ↑  (en) Résultats des Jeux olympiques 1948 (amateur-boxing.strefa.pl)